# Lake Placid 4
Lake Placid 4 (Originaltitel Lake Placid: The Final Chapter) ist ein US-amerikanisch-bulgarischer Tierhorrorfernsehfilm von Don Michael Paul aus dem Jahr 2012.

## Handlung
EPA-Agent Reba wagt sich mit Dennis Anderson und Sheriff Theresa Giove nach Black Lake. Gemeinsam gelingt es ihnen, ein junges Krokodil mit einem Beruhigungsmittel ruhig zu stellen und es zu fangen. Sie werden von Leutnant Ryan Loffin empfangen und gemeinsam fahren sie in eine Militärbasis, die von einem Zehntausend-Volt-Zaun, erbaut vom United States Army Corps of Engineers, geschützt ist.
Theresas Tochter Chloe und ihre Freundin Elaine sind Mitglieder im Marshfield Swim Team und befinden sich auf einer Fahrt zu einem Wettbewerb. Fälschlicherweise fährt der Bus durch das Tor des elektrisch eingezäunten Parks in Richtung Black Lake anstelle des Clear Lake. Das Schwimmteam verbringt die Nacht am See und führen intensive Gespräche. Dennis sucht im Wald nach einem Krokodil und wird von diesem überrascht und attackiert. Gus King, der Busfahrer, beobachtet zwei der jungen Frauen, während diese oberkörperfrei im Wasser spielen. Dabei ist er so abgelenkt, dass er nicht bemerkt, wie sich ihm ein Krokodil nähert und ihn verschlingt. Da sie nun ihre Fahrt nicht fortsetzen können, verweilt das Schwimmteam weiter am See. Am nächsten Morgen fahren sie mit Jet-Skis über den See. Dabei fällt Joey Ellis von seinem Jet-Ski und wird kurz darauf von einer Gruppe kleiner Krokodile angegriffen und getötet. Nun attackieren weitere Krokodile das Schwimmteam, dem zwei weitere Jugendliche zu Opfer fallen. Der Rest des Teams kann sich in den Bus retten. Chloe, die sich in den Wald rettete, trifft auf Max Loflin.
Das Team um Reba und Sheriff Theresa findet Skelettteile eines Krokodils. Einige Mitglieder des Schwimmteams irren durch den Wald. Dort stoßen sie auf ein verlassenes Lager. Allerdings haust dort ein Krokodil, sodass die Gruppe erneut fliehen muss. Brittany Fanning tritt während der Flucht in eine Seilfalle und wird auf einen Baum aufgehängt. Das verfolgende Krokodil hat nun leichtes Spiel und beißt ihr den Kopf ab. Chloe fällt während der Flucht in ein Loch und kann nur mit größter Not ein Krokodil davon abhalten, sich sie zu schnappen. Max lenkt das Krokodil mit Steinen ab, wodurch Chloe es unschädlich machen kann. Chloe kann ein Handy aus dem Maul des Krokodils bergen und Max rettet sie mit einem Seil aus dem Loch.
Reba, Sheriff Theresa und Dennis erreichen die Stelle, wo das Schwimmteam nächtigte. Kurz darauf wird Dennis unter den Bus gezogen. Jim Bickerman bietet dem Schwimmteam an, Zuflucht auf seinem Boot zu finden. Coach Macklin ist skeptisch und verbleibt an Land, was seinen Tod bedeutet, da er kurz darauf von einem großen Krokodil gefressen wird. Jimmy offenbart seine bösen Absichten und nimmt das Schwimmteam als Geisel. An Land angelangt findet er ein Nest mit Eiern an der Küste.
Reba und Sheriff Theresa finden Tina am Elektrozaun, während Jimmy die Eier aus dem Nest stiehlt und in seiner Tasche verstaut. Elaine findet in einer Hütte einen Raum, der voller Fleisch und Blut ist und wird von einem darin befindlichen Krokodil angegriffen. Chloe und die anderen töten das Krokodil, wodurch Elaine schwer verletzt überlebt. Sie stoßen auf Reba und Theresa und diese stellen Jimmy. Um zu flüchten, nimmt dieser nun Max als Geisel, bemerkt aber nicht, dass sich ein in Ketten gefangenes Krokodil befreien kann. Drew wird verschlungen, als er versucht, zum Boot zu schwimmen, während die anderen sich zum Elektrozaun zurückziehen. Theresa weicht einem angreifenden Krokodil aus. Dieses stößt mit dem Elektrozaun zusammen und wird durch einen Stromschlag getötet.
Am nächsten Morgen erwacht Jimmy und verspottet das letzte Krokodil. Er wird kurz darauf verschlungen. Ein Krankenwagen kommt, um die Überlebenden am Elektrozaun zu unterstützen. Theresa und Ryan küssen sich erleichtert leidenschaftlich. Am Ende glaubt eine Frau, die durch den Wald joggt, dass der See jetzt krokodilfrei ist, wird aber von dem letzten Krokodil getötet, das noch übrig war.

## Hintergrund
Der Film wurde in Bulgarien in und um Sofia gedreht. Er erschien am 29. September 2012 in den USA. In Deutschland startete der Film am 28. Februar 2013 in den Videoverleih.

## Rezeption
„Vierter Teil der Tierhorror-Filmreihe ohne jeden Ansatz zur Originalität.“

Leinwandreporter schreibt, dass Lake Placid 4 „kein guter Film“ sei und vergibt nur 2,5 von möglichen 5 Punkten. Weiter wird ausgeführt, dass diese „Horrorgeschichte Monster-Trash in Reinkultur sei, der von Robert Englund und einigen sympathischen Einfällen gerettet wird.“
David E. Kelley, Drehbuchautor des ersten Films der Lake-Placid-Filmreihe schrieb, „Ist das wirklich der Letzte? Das Ende lässt mich nicht so denken. Ich freue mich, Robert Englund und einige der Darsteller aus dem vorherigen in diesem Film zu sehen! Die Effekte sind genauso lahm wie im Zweiten und Dritten, aber die Story ist gut.“ Er vergibt 4,5 von 5 Sternen.
Im Audience Score auf Rotten Tomatoes kommt der Film bei über 250 Bewertungen auf eine katastrophale Wertung von 23 %. In der Internet Movie Database hat der Film bei über 3.000 Stimmenabgaben eine Wertung von 3,6 von 10,0 möglichen Sternen.